# Tachinomyia acosta
Tachinomyia acosta är en tvåvingeart som beskrevs av Herbert John Webber 1941. Tachinomyia acosta ingår i släktet Tachinomyia och familjen parasitflugor. Inga underarter finns listade i Catalogue of Life.